# J. Willis Stovall
John Willis Stovall (1891– 24/7, 1953) là một nhà cổ sinh người Mỹ, làm việc tại trường Đại học Oklahoma. Cùng với học trò Wann Langston, Jr., ông định danh cho con khủng long chân thú Acrocanthosaurus vào năm 1950. Hầu hết các nghiên cứu của ông thực hiện tại vùng Thung lũng Cimarron ở tít tây bắc Oklahoma.

## Công trình
- Stovall, J.W., & W. Langston, Jr. 1950. Acrocanthosaurus atokensis, a new genus and species of Lower Cretaceous Theropoda from Oklahoma. American Midland Naturalist 43(4): 686-728.